# Stuart Blakely
Stuart Blakely, född 1956, är en alpin skidåkare från Nya Zeeland.  
Han tävlade för Nya Zeeland i två olympiska spel. 1976 i Innsbruck slutade han 53:a i störtlopp och 35:a i slalom, men kom inte i mål i storslalom. 
I Lake Placid 1980 slutade han 32:a i störtlopp, men kom inte i mål i slalom eller storslalom. Han bar flaggan för Nya Zeeland 1976 och 1980.
Han är bror till Margot Blakely. 